# قعيقعان (عمد)

تعديل مصدري - تعديل

قعيقعان هي إحدى قرى  بمديرية عمد التابعة لمحافظة حضرموت، بلغ تعداد سكانها 69 نسمة حسب تعداد اليمن لعام 2004.